# Саня Дамянович
Саня Дамянович (на черногорски: Сања Дамјановић / Sanja Damjanović) е черногорска политичка, физичка и преподавателка от Демократическата партия на социалистите в Черна гора. Била е министърка на науката на Черна гора в правителството на Душко Маркович (2016 – 2020).

## Биография
Родена е на 5 юни 1972 г. в град Никшич, СР Черна гора, СФРЮ. През 1991 г. завършва средното си образование, а през 1995 г. завършва Белградския университет, като защитава магистърската си теза по физика на елементарните частици и гравитацията. Работи като асистент в Университета на Черна гора (1997 – 1998). През 1999 г. започва да пише докторската си дисертация под ръководството на физика Ханс-Йоахим Шпехт (бивш ръководител на Института за тежки йони) в Хайделбергския университет „Рупрехт-Карлс“ – на тема „Образуване на електронни двойки при сблъсъци на олово и златни йони при 40 AGeV“ въз основа на експеримент в суперпротонен синхротрон в Европейската организация за ядрени изследвания, използващ електронен спектрометър с пръстен на Черенков (CERES/NA45-2). През 2002 г. получава докторска степен с отличие magna cum laude.
През 2003 г. тя продължава своята следдокторска работа в Европейската организация за ядрени изследвания, като си сътрудничи с Хайделбергския университет и Института за тежки йони по експеримента NA60, който има за цел да произведе бързи димони и очарователни кварки с помощта на протонни и тежки йонни лъчи. През 2006 г. става участник в Европейската организация за ядрени изследвания. През 2009 г. става научен сътрудник в програми за фундаментални изследвания, експериментална физика и експерименти върху сблъсъци на високоенергийни атомни ядра, участник в приложни изследвания в полета с висока радиация, създадени от лъчи на частици при високи ускорения. През 2007 г. тя допринася за сключването на международно споразумение между Черна гора и Европейската организация за ядрени изследвания.
През 2014 г. тя се завръща в Дармщат (Германия) като член на работната група по откриване и диагностика на радиация в ускорителния отдел на Института за тежки йони, а през 2015 г. е изпратена отново в Европейската организация за ядрени изследвания. Тя е автор на повече от 100 публикации в научни списания и сборници от конференции.
На 28 ноември 2016 г. е назначена за министър на науката на Черна гора в правителството, ръководено от Душко Маркович. Тя напуска длъжността на 4 декември 2020 г.